# 丁巧唯
丁巧唯（1990年7月6日—），本名丁怡卉，臺灣新生代女藝人，出生於香港。畢業于華岡藝校大學中國文化大學。星二代，知名導演丁仰國、邵氏公司女星林秀君之女。大學就讀文化大學國術系與國劇系，專長武術、散打，目前是散打黃帶七級。
是新生代女打仔，有武術甜心稱號。
丁巧唯因拍廣告出道，年年都有多部廣告作品，有「武打甜心」、「廣告小天后」之稱。曾因參演過電影《排球甜心》，在莎賓娜的賽後記者會上一起合照留影。被《FHM》封為媲美女神的「排球甜心」。

## 戲劇作品

### 電視劇
| 年份   | 頻道                   | 戲名       | 角色   | 性質     |
| ------ | ---------------------- | ---------- | ------ | -------- |
| 2016年 | 三立都會台、東森綜合台 | 大人情歌   | 許彤   | 主要角色 |
| 2017年 | 樂視                   | 推理筆記   | 俞瀟   |          |
| 2018年 | 芒果TV                 | 幸福巧克力 | 林靜宜 |          |
| 2019年 | 八大電視               | 一起幹大事 | 蔡毓珊 | 客串     |
| 2020年 | 華視主頻、公視台語台   | 若是一個人 | 劉惠心 |          |
| 2020年 | 東森戲劇台             | 王牌辯護人 | 林子鵑 |          |

### 電影
| 播出時間 | 片名             | 角色 | 性質   |
| -------- | ---------------- | ---- | ------ |
| 2013年   | 小時代           | 袁藝 |        |
| 2013年   | 小時代：青木時代 | 袁藝 |        |
| 2017年   | 极道少女         | 原一 | 女主角 |
| 2018年   | 查無此人-殺了我2 | 陳琳 | 女主角 |

### 電影短片
| 播出時間 | 片名              | 角色      |
| -------- | ----------------- | --------- |
| 2019年   | 驚悚劇場-完美Lily | Lily/莉莉 |

### 微电影
| 播出時間 | 片名                        | 角色   |
| -------- | --------------------------- | ------ |
| 2014年   | 交通部航港局《青春時光》    | 小珍   |
| 2015年   | 青春設計節官方形象片        | 女主角 |
| 2018年   | 7-ELEVEN x K·Seren 緣來是你 | 女主角 |

### 廣告
- 2006年 威寶電信
- 2007年 孔雀香酥脆
- 2008年 親親果凍 (中國大陸)
- 2009年 Yahoo!拍賣週年慶
- 2009年 DHC營養補助食品
- 2010年 舒跑 大樹篇
- 2010年 Lay's樂事 誰嘴辣篇 (中國大陸)
- 2011年 白蘭氏美妍纖棗飲
- 2012年 Panasonic 龍好禮篇
- 2013年 7-ELEVEN 航海王篇
- 2013年 麥當勞 優品豆漿 (中國大陸)
- 2014年 City No.1城市一族巧克力棒
- 2014年 黑松汽水C&C氣泡飲年度廣告
- 2015年 Expedia智遊網官方宣傳影片
- 2016年 菲蘇德美舒敏系列
- 2018年 7-ELEVEN x K·Seren 緣來是你

### ＭＶ
- 2010年 Waterman-《More Water》
- 2012年 郭靜-《總算我們也愛過》
- 2012年 中國宋慶齡基金會-《我們的心》
- 2016年 陳大天-《決定一個人》

### 平面
- 2015年 CONTI 球具平面廣告
- 2015年 CONTI 年曆拍攝

### 雜誌
- 2014年 食尚玩家 NO.308
- 2016年 M'ING 明朝

### 活動出席
- 2015年《疾風之刃 Online》遊戲直播活動
- 2015年 關懷失家兒 衣起傳愛ReColor

## 外部連結
- 丁丁 丁巧唯的Facebook專頁
- 丁巧唯的新浪微博
- 丁巧唯的Instagram專頁